# Предвыборная агитация
Предвы́борная агита́ция  — деятельность, осуществляемая в период избирательной кампании и имеющая цель побудить избирателей к голосованию за кандидата, кандидатов, список кандидатов или против него (них) либо против всех кандидатов (против всех списков кандидатов).

## Официальное толкование
П. 4 ст. 2 Федерального закона «Об основных гарантиях избирательных прав и права на участие в референдуме граждан РФ» от 12.06.2002 №67-ФЗ:
4) агитация предвыборная (предвыборная агитация) — деятельность, осуществляемая в период избирательной кампании и имеющая целью побудить или побуждающая избирателей к голосованию за кандидата, кандидатов, список кандидатов или против него (них) ;

## Легальная предвыборная агитация
Предвыборная агитация может принимать следующие формы (на примере РФ):
а) призывы голосовать за или против кандидата (списка кандидатов);

б) выражение предпочтения какому-либо кандидату, избирательному объединению, в частности указание на то, за какого кандидата, за какой список кандидатов, за какое избирательное объединение будет голосовать избиратель (за исключением случая опубликования (обнародования) результатов опроса общественного мнения в соответствии с пунктом 2 статьи 46 настоящего Федерального закона);

в) описание возможных последствий в случае, если тот или иной кандидат будет избран или не будет избран, тот или иной список кандидатов будет допущен или не будет допущен к распределению депутатских мандатов;

г) распространение информации, в которой явно преобладают сведения о каком-либо кандидате (каких-либо кандидатах), избирательном объединении в сочетании с позитивными либо негативными комментариями;

д) распространение информации о деятельности кандидата, не связанной с его профессиональной деятельностью или исполнением им своих служебных (должностных) обязанностей;

е) деятельность, способствующая созданию положительного или отрицательного отношения избирателей к кандидату, избирательному объединению, выдвинувшему кандидата, списку кандидатов.

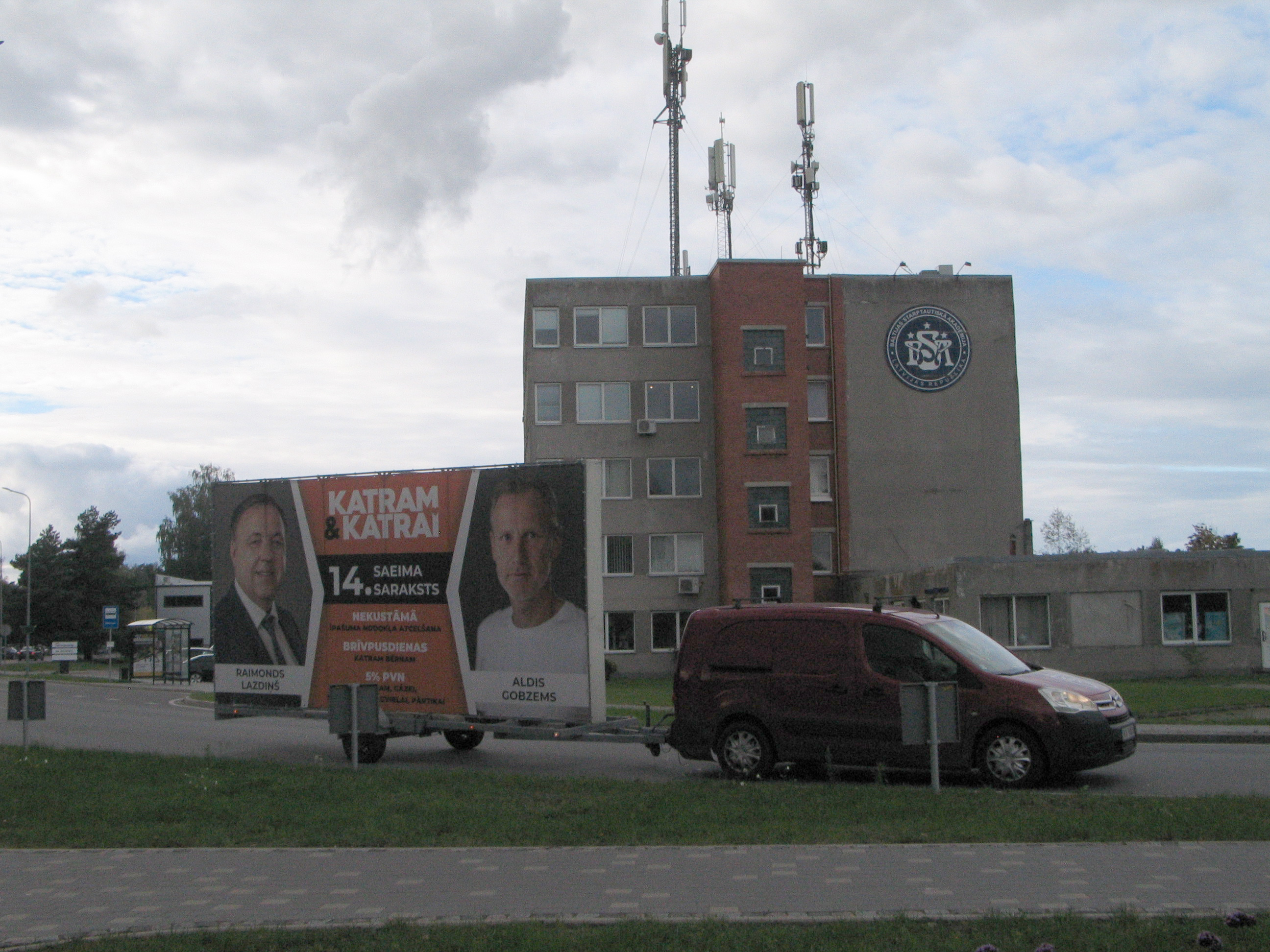
Парламентские выборы 2022 года в Латвии. Агитационный плакат на автомобильном прицепе

Законодательно закрепленные способы проведения предвыборной агитации:
а) на каналах организаций телерадиовещания и в периодических печатных изданиях;

б) посредством проведения массовых мероприятий (собраний и встреч с гражданами, митингов, демонстраций, шествий, публичных дебатов и дискуссий);

в) посредством выпуска и распространения печатных, аудиовизуальных и других агитационных материалов;

г) иными не запрещенными законом методами. 

## Формы предвыборной агитации
- Встречи с избирателями, митинги, шествия;
- Агитация в СМИ (телевидение, радио, газеты, журналы);
- Агитация в Интернете, в том числе в социальных сетях (создание групп, контекстная реклама);
- Наружная агитация (баннеры, уличные щиты, уличные мониторы);
- Организация концертов, мероприятий, благотворительных акций;
- Наглядная агитация (листовки, плакаты);
- Телефонная агитация: формирующие опросы и автозвонки (массовая рассылка записи голоса кандидата);
- Работа с инициативными группами трудовых коллективов (крупные предприятия, заводы, военные части, вузы)
- Выступления на собраниях крупных сообществ (например, перед родителями школьников и воспитанников детских садов).

Также существуют менее распространённые формы агитации: избирательные клубы, сплетни, чёрный пиар и т. д.

## Нелегальная предвыборная агитация
В информационных теле- и радиопрограммах, публикациях в периодических печатных изданиях сообщения о проведении предвыборных мероприятий, мероприятий, связанных с референдумом, должны даваться исключительно отдельным информационным блоком, без комментариев и т. п. В них не должно отдаваться предпочтения какому бы то ни было кандидату, избирательному объединению, инициативной группе по проведению референдума, иной группе участников референдума, в том числе по времени освещения их предвыборной деятельности, деятельности, связанной с проведением референдума, объёму печатной площади, отведенной таким сообщениям.
На агитации должна содержаться информация: о тираже, дате выпуска, об оплате их изготовления из средств соответствующего избирательного фонда, фонда референдума, о наименовании, юридическом адресе и об идентификационном номере налогоплательщика организации либо о фамилии, об имени, отчестве, о месте жительства лица, изготовивших эти печатные или аудиовизуальные агитационные материалы, а также о наименовании организации либо о фамилии, об имени, отчестве лица, заказавших изготовление этих печатных или аудиовизуальных агитационных материалов и т.д. Отсутствие информации о происхождении предвыборной агитации образует состав административного правонарушения.
Некоторые виды агитации должны быть прекращены в день перед голосованием (так называемый день тишины) и в сам день голосования.